# 야누시 코르빈미케

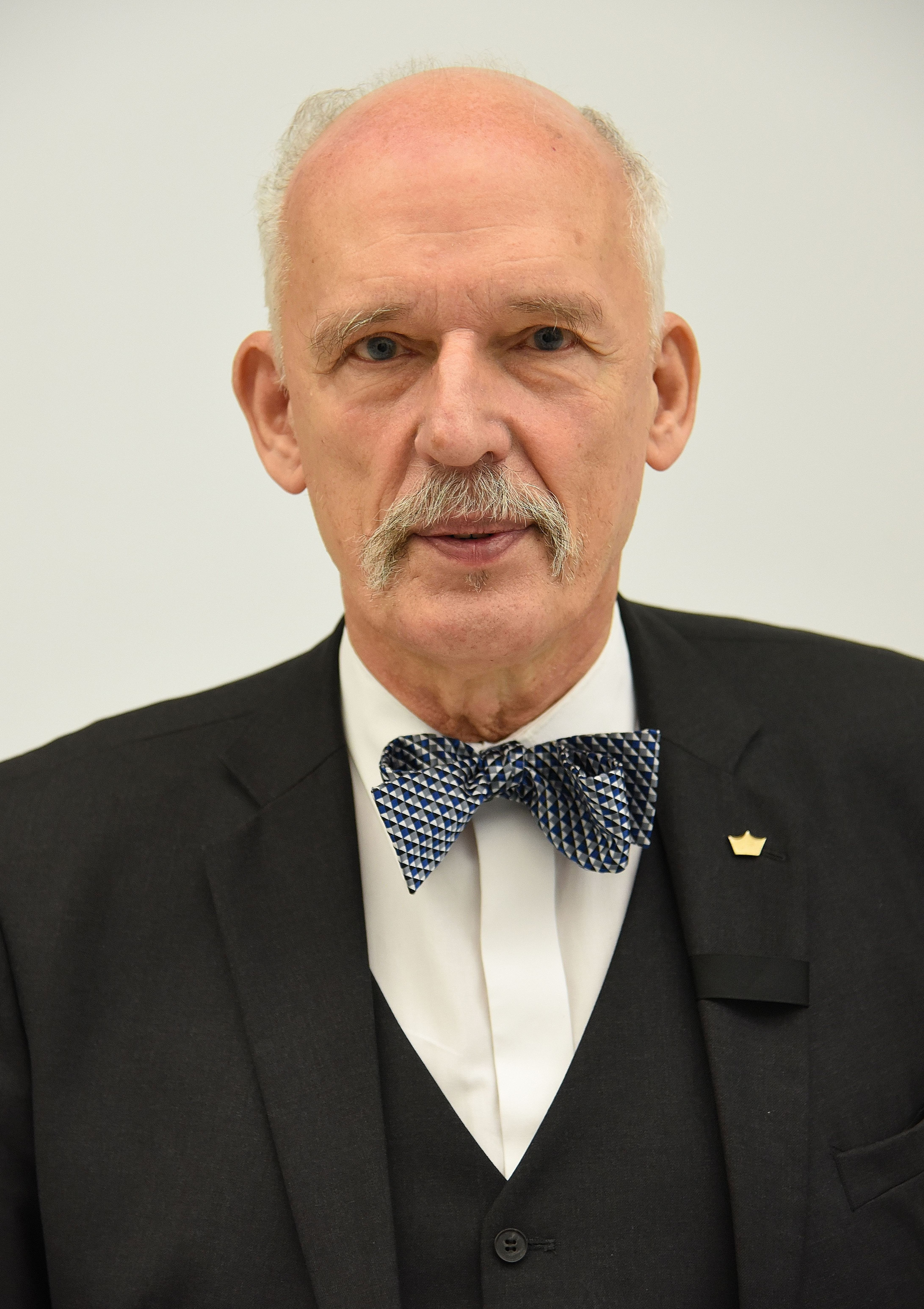
야누시 코르빈미케

야누시 리샤르트 코르빈미케(폴란드어: Janusz Ryszard Korwin-Mikke, 이니셜: JKM, 1942년 10월 27일 ~ )는 폴란드의 철학자, 작가, 정치인으로 신우파회의 및 자유당의 창당주이다. 그는 2014년부터 2018년까지 유럽 의원직을 지낸 적이 있다. 1990년부터 1997년까지, 1999년부터 2003년까지 참정치연합의 대표직을 맡았으며, 2009년부터 2011년까지 자유합법당을 이끌었다가, 후에 이 당을 계승한 신우파회의의 대표직을 역임했다. 이후에는 자유당(구 KORWiN)의 대표직을 역임하는 중이다.

## 역대 선거 결과
| 선거명      | 직책명          | 대수 | 정당       | 1차 득표율 | 1차 득표수 | 2차 득표율 | 2차 득표수 | 결과 | 당락 |
| ----------- | --------------- | ---- | ---------- | ---------- | ---------- | ---------- | ---------- | ---- | ---- |
| 1995년 선거 | 폴란드의 대통령 | 3대  | 참정치연합 | 2.40%      | 428,969표  |            |            | 8위  | 낙선 |
| 2000년 선거 | 폴란드의 대통령 | 3대  | 참정치연합 | 1.43%      | 252,499표  |            |            | 6위  | 낙선 |
| 2005년 선거 | 폴란드의 대통령 | 4대  | 참정치연합 | 1.43%      | 214,116표  |            |            | 6위  | 낙선 |
| 2010년 선거 | 폴란드의 대통령 | 5대  | 자유합법당 | 2.48%      | 416,898표  |            |            | 4위  | 낙선 |
| 2015년 선거 | 폴란드의 대통령 | 6대  | 자유당     | 3.26%      | 486,084표  |            |            | 4위  | 낙선 |